# Abraham Olano
Abraham Olano Manzano (Anoeta, 22 gennaio 1970) è un ex ciclista su strada spagnolo di origini basche.
Professionista dal 1993 al 2002, fu campione del mondo in linea nel 1995 e a cronometro nel 1998, risultando uno dei due soli ciclisti, insieme al belga Remco Evenepoel, ad essersi aggiudicato entrambi i titoli. Vinse anche una Vuelta a España.

## Carriera
Passato professionista nel 1993 con la CLAS-Cajastur, si distinse per le sue qualità di passista e cronoman. Fino al 2023 è stato l'unico corridore ad aver conquistato sia il Campionato del mondo su strada, nel 1995 a Duitama, in Colombia, sia quello a cronometro, nel 1998 a Valkenburg, nei Paesi Bassi. Fu poi eguagliato da Remco Evenepoel, già campione del mondo in linea nel 2022, dopo la vittoria del belga alla cronometro mondiale di Glasgow nel 2023. Proprio nella gara iridata del 1995, sotto la pioggia, Olano riuscì ad andarsene in solitaria durante l'ultimo giro: batté di 35 secondi Miguel Indurain, suo capitano e favorito della corsa, e Marco Pantani, diventando il primo spagnolo campione del mondo in linea su strada.
Vincitore della Vuelta a España nel 1998 e secondo classificato nel 1995, fu terzo al Giro d'Italia 1996 (durante il quale vestì per un giorno la maglia rosa, nella tappa del Gavia e del Mortirolo) e secondo in quello del 2001; si classificò inoltre quarto al Tour de France 1997.
Vinse l'argento alla cronometro di Atlanta nei Giochi olimpici del 1996, piazzandosi dietro ad Indurain (come nella cronometro iridata del 1995). Si laureò infine per due volte campione nazionale spagnolo a cronometro e per una volta in linea. Si ritirò a 32 anni, dopo dieci anni di carriera trascorsi in quattro diversi team, CLAS-Cajastur, Mapei, Banesto e ONCE.

## Palmarès

### Strada
- 1991 (Dilettanti)

Prologo Tour du Hainaut (Leeers > Leers)
7ª tappa Tour du Hainaut (Mouscron > Mouscron)
Classifica generale Tour du Hainaut
- 1992 (Lotus-Festina, tre vittoria)

1ª tappa Vuelta a Bidasoa
Classifica generale Vuelta a Bidasoa
Prueba Villafranca de Ordizia
- 1994 (Mapei-CLAS, cinque vittorie)

Clásica de Alcobendas
2ª tappa Vuelta a Asturias (Nueva > Llanes)
Classifica generale Vuelta a Asturias
Campionati spagnoli, Prova a cronometro
Campionati spagnoli, Prova in linea
1ª tappa Volta Ciclista a Catalunya (L'Hospitalet > L'Hospitalet, cronometro)
- 1995 (Mapei-GB, cinque vittorie)

Prologo Vuelta a España (Saragozza >Saragozza, cronometro)
7ª tappa Vuelta a España (Salamanca >Salamanca, cronometro)
20ª tappa Vuelta a España (Alcalá de Henares >Alcalá de Henares, cronometro)
Campionato mondiale, Prova in linea
Subida al Naranco
- 1996 (Mapei-GB, cinque vittorie)

Prologo Tour de Romandie (Basilea > Basilea, cronometro)
5ª tappa, 2ª semitappa Tour de Romandie (Orbe > Orbe, cronometro)
Classifica generale Tour de Romandie
5ª tappa, 2ª semitappa Vuelta a Galicia (Cambre > Cambre)
Classifica generale Vuelta a Galicia
- 1997 (Banesto, sette vittorie)

4ª tappa, 2ª semitappa Euskal Bizikleta (Elorrio > Abadino)
Classifica generale Euskal Bizikleta
Grand Prix Eddy Merckx
1ª tappa Vuelta a Asturias (Aviles > Aviles, cronometro)
6ª tappa Critérium du Dauphiné Libéré (Digne > Briançon)
20ª tappa Tour de France (Disneyland Park, cronometro)
4ª tappa Vuelta a Burgos (Briviesca, cronometro)
- 1998 (Banesto, undici vittorie)

4ª tappa, 2ª semitappa Euskal Bizikleta (Elorrio > Abadino)
Classifica generale Euskal Bizikleta
Classifica generale Vuelta a La Rioja
Campionati spagnoli, Prova a cronometro
1ª tappa Vuelta a Burgos (Miranda de Ebro, cronometro)
Classifica generale Vuelta a Burgos
2ª tappa Vuelta a Galicia (El Ferrol > Viveiro)
Grand Prix Eddy Merckx (con José Vicente García)
9ª tappa Vuelta a España (Alcúdia, cronometro)
Classifica generale Vuelta a España
Campionato mondiale, Prova a cronometro
- 1999 (ONCE-Deutsche Bank, cinque vittorie)

2ª tappa, 2ª semitappa Vuelta a Asturias (Nueva > Llanes, cronometro)
4ª tappa, 2ª semitappa Euskal Bizikleta (Elorrio > Abadino, cronometro)
1ª tappa Vuelta a Burgos (Milagros > Aranda de Duero, cronometro)
Classifica generale Vuelta a Burgos
6ª tappa Vuelta a España (Salamanca, cronometro)
- 2000 (ONCE-Deutsche Bank, sei vittorie)

5ª tappa, 2ª semitappa Volta a la Comunitat Valenciana (Valencia, cronometro)
Classifica generale Volta a la Comunitat Valenciana
5ª tappa Tirreno-Adriatico (Ascoli Piceno, cronometro)
Classifica generale Tirreno-Adriatico
Classifica generale Critérium International
9ª tappa Vuelta a España (Tarragona, cronometro)
- 2001 (ONCE-Eroski, una vittoria)

Classifica generale Clásica de Alcobendas

### Altri successi
- 1991 (Dilettanti)

Gran Premio Cantabria (Criterium)
Gran Premio Asteasu (Criterium)
- 1992 (Lotus-Festina)

Classifica sprint Euskal Bizikleta
San Gregorio Saria (Criterium)
Loinatz Proba (Criterium)
- 1993 (CLAS-Cajastur)

Classifica traguardi volanti Vuelta al País Vasco
- 1994 (Mapei-CLAS)

Lanzarote (Criterium)
Classifica generale Vuelta a Segovia
- 1995 (Mapei-GB)

Marbella (Criterium)
Oviedo (Criterium)
Salamanca a (Criterium)
Telde (Criterium)
Gandia (Criterium)
Classifica generale Circuito Campo Grande
- 1996 (Mapei-GB)

Leiedal Koerse
Caceres (Criterium)
Circuit de l'Aulne
Classifica a punti Vuelta al País Vasco
- 1997 (Banesto)

Monein (Criterium)
Classifica a punti Euskal Bizikleta
Classifica a punti Vuelta a Burgos
- 1998 (Banesto)

Pavo de Fuenlabrada
Criterium Comunidad Foral de Navarra
Trofeo Corte Inglès
Trofeo Ciutat de L'Hospitalet
- 1999 (ONCE-Deutsche Bank)

Valencia (Criterium)
Classifica a punti Vuelta a Burgos
- 2000 (ONCE-Deutsche Bank)

3ª tappa Tour Méditerranéen (Merindol > Cadenet, cronosquadre)
4ª tappa Tour de France (Nantes > Saint-Nazaire, Cronosquadre)
- 2001 (ONCE-Eroski)

Classifica a punti Clásica de Alcobendas
- 2002 (ONCE-Eroski)

4ª tappa Tour de France (Épernay > Château-Thierry, Cronosquadre)

### Pista
- 1988

Campionati spagnoli, Chilometro a cronometro Juniores
Campionati spagnoli, Inseguimento a squadre Juniores (con José A. Juárez, ? Echegoyen e Rob. Pérez)

## Piazzamenti

### Grandi Giri
- Giro d'Italia

1996: 3º
2001: 2º
- Tour de France

1993: ritirato (2ª tappa)
1994: 30º
1996: 9º
1997: 4º
1998: ritirato (11ª tappa)
1999: 6º
2000: 34º
2002: 78º
- Vuelta a España

1994: 20º
1995: 2º
1997: ritirato (7ª tappa)
1998: vincitore
1999: non partito (14ª tappa)
2000: 19º
2001: 64º

### Classiche monumento
- Milano-Sanremo

1993: 106º
1995: 38º
1996: 22º
1997: 120º
1998: 72º
1999: squalificato
2000: 33º
2001: 87º
2002: 87º
- Liegi-Bastogne-Liegi

1993: 81º
1996: 12º
1999: 42º
2000: ritirato
- Giro di Lombardia

1995: 16º

### Competizioni mondiali
- Campionati del mondo

Agrigento 1994 - Cronometro: 5º
Agrigento 1994 - In linea: ritirato
Duitama 1995 - Cronometro: 2º
Duitama 1995 - In linea: vincitore
Lugano 1996 - Cronometro: 8º
Lugano 1996 - In linea: ritirato
Valkenburg 1998 - Cronometro: vincitore
Plouay 2000 - Cronometro: 5º
- Giochi olimpici

Atlanta 1996 - Cronometro: 2º
Atlanta 1996 - In linea: 67º
Sydney 2000 - Cronometro: 4º
Sydney 2000 - In linea: 60º